# کمانی فرند
کمانی فرند (انگلیسی: Kimani Ffriend؛ زادهٔ ۲۹ ژوئیهٔ ۱۹۷۷) بازیکن بسکتبال اهل جامائیکا است.
وی در مسابقات کشوری و بین‌المللی در مجموع برندهٔ ۱ مدال طلا شده‌است.